# Arbeitsklima-Index für Deutschland
Der Arbeitsklima-Index der Job AG Personaldienstleistungen AG aus Fulda bildet die Zufriedenheit deutscher Arbeitnehmer an ihrem Arbeitsplatz ab. Die Ergebnisse des Job AG Arbeitsklima-Index stehen allen Medien, Unternehmen sowie allen Interessierten online gegen Quellenangabe kostenfrei zur Verfügung.

## Entstehung des Arbeitsklima-Index
Aktuelle Marktentwicklungs- und Umsatzdaten sind wichtige Messgrößen für einen Wirtschaftsstandort, die subjektive Befindlichkeit und die Stimmung von Arbeitnehmern in Unternehmen spielen jedoch eine große Rolle für die Attraktivität und das Motivationsklima am Arbeitsplatz in Deutschland. Aus diesem Grund hatte sich die Job AG Personaldienstleistungen AG Anfang 2008 dazu entschlossen, einen Quartalsindex zu veröffentlichen, der das Arbeitsklima in Deutschland kontinuierlich misst. Die Motivation der Job AG, diesen Index ins Leben zu rufen, resultiert aus dem inhaltlichen Ansatz, als bundesweitem Systemanbieter für Personalentwicklung und Job-Management sowohl den Markt der Arbeitgeber als auch den Markt der Arbeitnehmer zu bedienen.

## Durchführung
Jedes Quartal befragt TNS Emnid im Rahmen einer repräsentativen Befragung im Auftrag der Job AG rund 2.000 berufstätige Bundesbürger. Auf einer Skala von 1,0 (sehr schlecht) bis 10,0 (sehr gut) bewerten die Berufstätigen ihr Wohlbefinden am Arbeitsplatz auf Basis von unterschiedlichen Faktoren. Der Wert sank seit Beginn der Befragungen im März 2008 nie unter die 7,0-Marke.

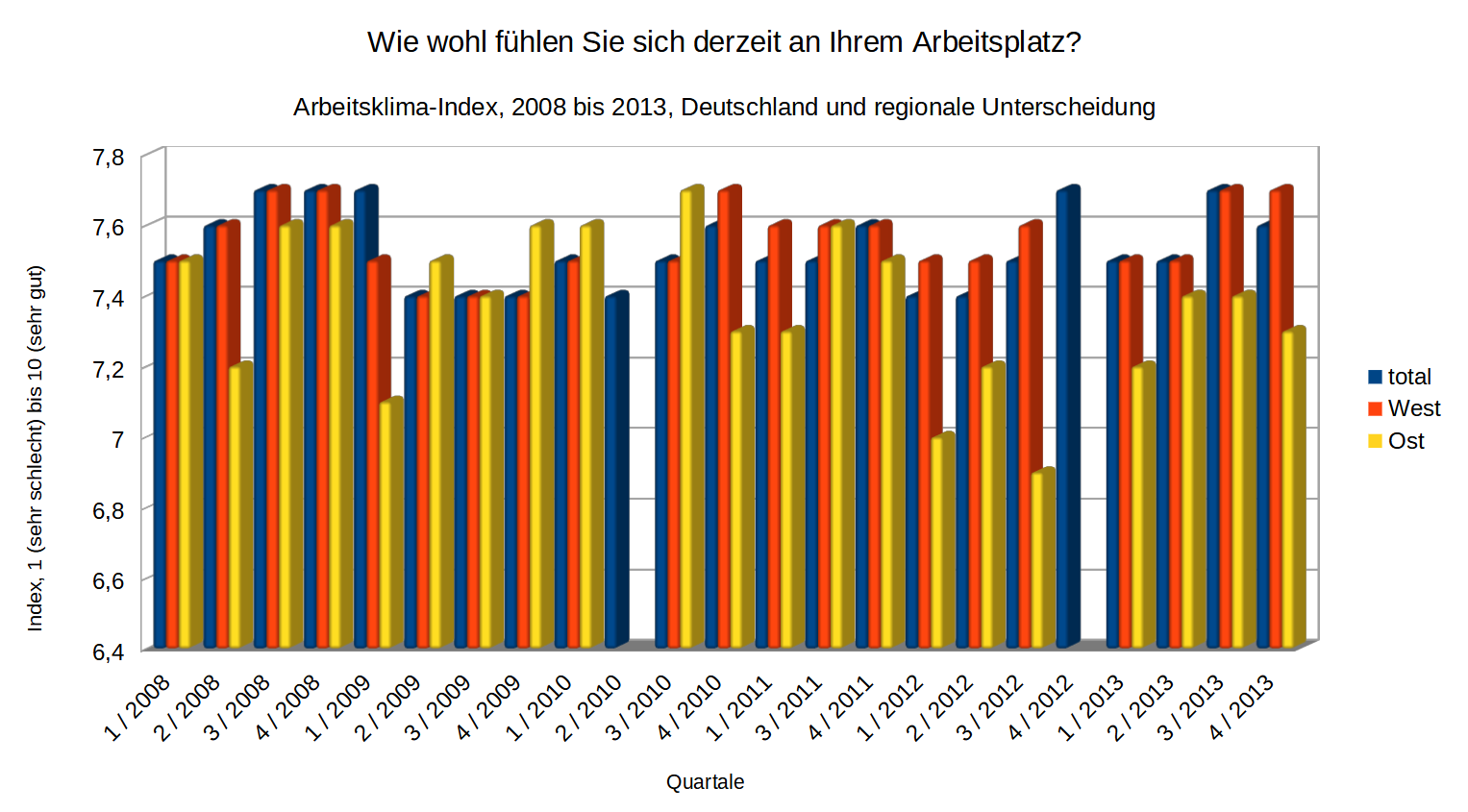
Der Arbeitsklima-Index der Job AG als Zeitreihe von 2008 bis 2013, Darstellung durch [https://www.fachkraeftesicherer.de/arbeitsklima-wie-zufrieden-sind-arbeitnehmer-in-deutschland/#der-arbeitsklimaindex-der-job-ag-als-zeitreihe-von-2008-bis-2013 familienfreund KG

### Methodik
Viermal im Jahr befragt TNS Emnid im Auftrag der Job AG repräsentativ Berufstätige in Deutschland danach, wie wohl sie sich an ihrem Arbeitsplatz fühlen („Arbeitsklima-Index der JOB AG“). Gefragt wird auch nach den mannigfaltigen Gründen für die jeweilige Zufriedenheit. Befragt werden aus einer repräsentativen Stichprobe von über 2000 Personen mindestens 1100 Arbeitnehmer in allen Bundesländern und allen Betriebsgrößen. Das entspricht einer statistisch sehr hohen Antwortquote von über 50 Prozent. Zwei Hauptfragestellungen zu einem Kernthema werden dabei unverändert beibehalten, um einen Langzeitvergleich zu ermöglichen. Sie lauten:
- „Wie wohl fühlen Sie sich derzeit an Ihrem Arbeitsplatz?“ (Bitte bewerten Sie auf einer Skala von 1=sehr schlecht bis 10=sehr gut.)
- „Was beeinflusst Ihr Wohlbefinden am Arbeitsplatz derzeit am meisten?“ (Multiple Choice, also Auswahl aus mehreren Faktoren)

Hinzu kommt pro Quartalsbefragung eine variable Sonderfrage, mit der für den Arbeitsmarkt Deutschland relevante Themen abgefragt werden.

## Sozio-demografische Zusammensetzung der Befragten
In jedem Quartal werden rund 2.000 berufstätige Bundesbürger von TNS Emnid befragt. Da ausschließlich Berufstätige befragt wurden, dominieren die Altersgruppen zwischen 20 und 59 Jahre, aber diese Stichprobe enthält auch die Altersgruppe 14 bis 19 und über 60 Jahre. Nicht befragt wurden Rentner, Auszubildende, Schüler, Studenten etc. Die zahlenmäßig stärkste Gruppe der Befragten bilden Beamte, Angestellte und Facharbeiter. Die weiteren Berufsgruppen rekrutieren sich aus Selbständigen, Freiberuflern und Landwirten, leitenden Beamten und Angestellten sowie an- und ungelernten Arbeitern.
Bei der Schulbildung stellt die Qualifikation „Weiterbildende Schule, ohne Abitur“ die stärkste Gruppe der Befragten dar, gefolgt von „Volksschule mit Lehre“ und „Abitur, Studium“. Die kleinste Gruppe ist die Stichprobe mit „Volksschule ohne Lehre“. Bezüglich des Familienstandes sind deutlich mehr als die Hälfte der Befragten verheiratet, etwas weniger als ein Drittel ledig und rund 10 Prozent geschieden oder verwitwet. Die größte Gruppe der Befragten – etwa ein Drittel – lebt in 2-Personen-Haushalten, gefolgt von 4-Personen- sowie 3-Personen-Haushalten. Etwa 16 Prozent leben in Ein-Personen-Haushalten.
Die Sozio-Demografie in Deutschland zeigt: 10 Prozent der Befragten leben in Haushalten mit Kindern unter sechs Jahre, 18 Prozent in Haushalten mit Kindern von sechs bis 14 Jahre. Bei drei Viertel der Befragten sind keine Kinder unter 14 Jahre im Haushalt anzutreffen. Hinsichtlich der Aufteilung nach Regionen-Größen dominieren Befragte mit Wohnsitzen in Großstädten, Mittelstädten oder dichtbesiedelten Regionen. Nur 13 Prozent leben in Orten mit weniger als 20.000 oder sogar 5.000 Einwohnern. Um die repräsentative Befragung zu gewährleisten, sind alle Bundesländer proportional gemäß ihrer Einwohnerzahl und Wirtschaftskraft in der Untersuchung vertreten: Nordrhein-Westfalen, Bayern, Baden-Württemberg und Niedersachsen weisen zweistellige prozentuale Anteile bei der Zahl der Befragten auf.